# Martin-pêcheur pourpré
Ceyx erithaca
Espèce
Statut de conservation UICN

 LC  : Préoccupation mineure
Le Martin-pêcheur pourpré (Ceyx erithaca) est une espèce d'oiseau de la famille des Alcedinidae.

## Répartition
Il vit en Inde et en Asie du Sud-Est. Il est très commun dans le Sud-Ouest de l'Inde, en particulier sur la côte de Konkan mais peu courant en Thaïlande et dans les zones montagneuses.

## Description

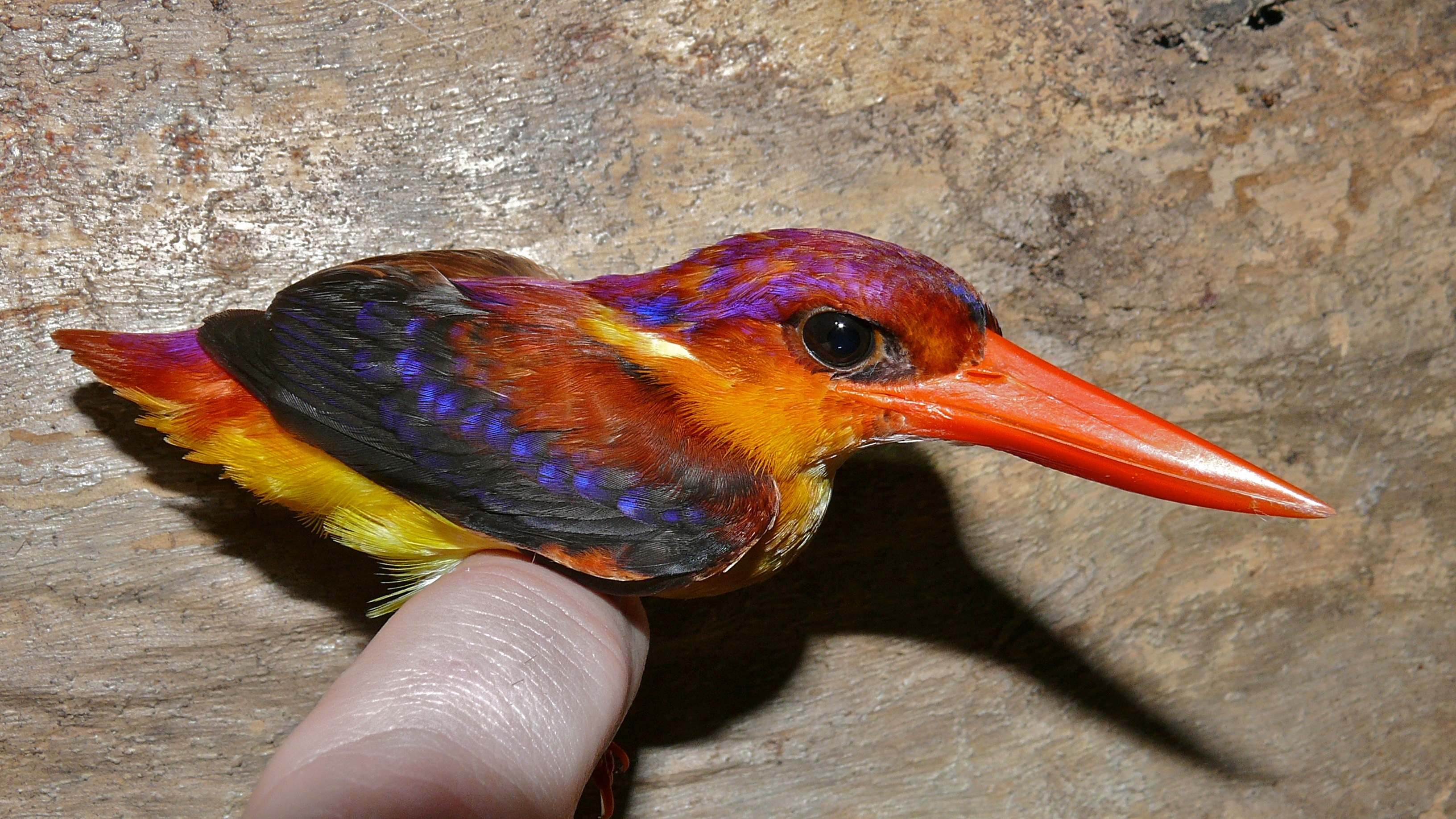
Martin-pêcheur pourpré (Parc national du Gunung Mulu, Malaisie)

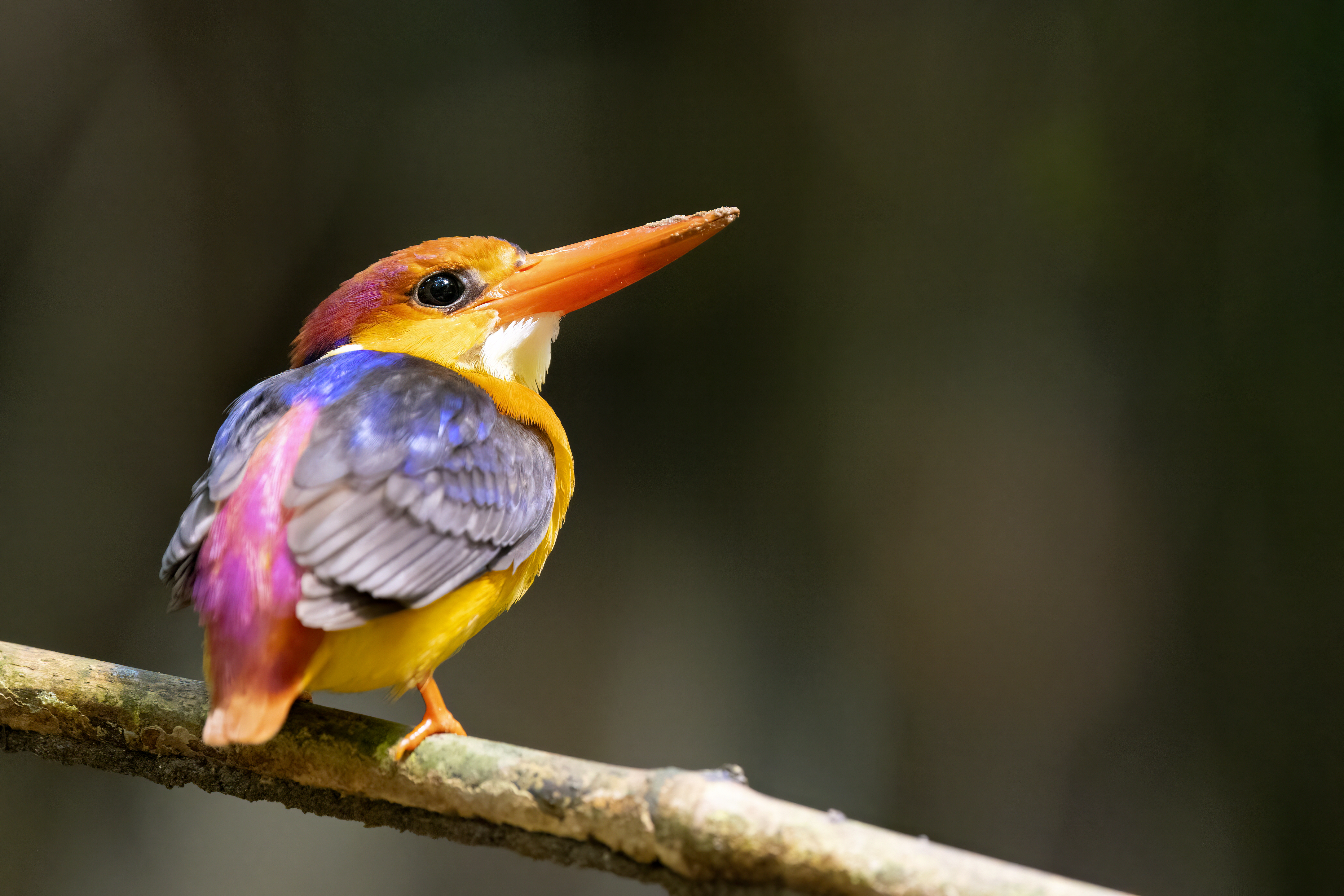
Martin-pêcheur pourpré dans le parc national de Kaeng Krachan en Thaïlande. Mai 2022.

Cet oiseau mesure 13-14 cm et a une masse de 14 à 20 g.

## Habitat
Le martin-pêcheur pourpré vit dans les forêts tropicale de plaine (rarement de collines) primaires et secondaires sempervirentes ou non. Il habite à proximité des ruisseaux et des étangs et il se perche à faible hauteur (1-2 mètres) au dessus des cours d'eau.

## Nutrition
Le martin-pêcheur pourpré est insectivore et piscivore.
Son alimentation provient à la fois du milieu terrestre et du milieu aquatique. Il mange en effet des mantes, des crickets, des mouches et des araignées mais également des coléoptères aquatiques, des petits crabes, des grenouilles et des poissons de petite taille.

## Reproduction
La saison des amours a lieu au mois de juin pendant la mousson. 
Le couple creuse en commun une galerie d'environ 1 mètre de long dans une berge meuble ou le talus d'une route. Sa longueur est moindre lorsqu'elle est forée dans une termitière ou entre les racines d'un arbre renversé. La galerie aboutit à une chambre de ponte de 13-15 cm de diamètre et de 5-7 cm de haut où le martin-pêcheur pourpré dépose de 3 à 7 œufs. La femelle les couve pendant 18 jours, parfois relayée par le mâle qui se consacre surtout à la nourrir. Les oisillons quittent le nid à deux semaines.